# Castillo de Llimiana
El Castillo de Llimiana es un castillo del término de Llimiana. Estaba en el extremo norte de la villa de Llimiana, y actualmente está prácticamente del todo desaparecido. Solo quedan restos de las murallas que desde el castillo rodeaban la villa, que tomaba la forma de una villa cerrada.
Encarado hacia el norte, es decir, hacia la villa de Tremp, y dominando los accesos desde el sur, por el Noguera Pallaresa, sobre todo, pero también teniendo acceso a los que venían de levante, de la Conca Dellà, por el valle del río de Gavet, su lugar estratégico se constata con una simple visita al lugar. Además, al otro lado del Noguera Pallaresa se yergue el castillo de Mur: ambos castillos confrontaban en el río, y velaban por los accesos a los Pallars desde el sur.
Está documentado desde el año 954, cuando el futuro conde de Urgel Ermengol I, aún en vida de su padre, Borrell II (conde de Barcelona, Girona, Osona y Urgel), lo cedió al conde de Pallars Ramón II. Son abundantes las citas de finales del año 1000: 982, 995. La más importante es del 1055, cuando Ramón V de Pallars Jussá traspasó el castillo y la villa de Llimiana a sus suegros, Arnau Mir de Tost y Arsenda.
Arnau Mir de Tost legó castillo y villa a su sobrino Arnau y a su hija Valença, esposa de Ramón IV de Pallars Jussá, y en 1079 el conde lo cedió en feudo a Guitard Guillem de Meià, quien cedió la tenencia a Guillermo Folc, feudatario del anterior. Sin embargo, el señorío superior lo continuaba manteniendo el conde de Urgel, quien lo cedió el 1086 a los condes de Pallars Jussá.
En 1200 era señor Arnau de Llimiana, que hizo donaciones al monasterio de Sant Miquel de Cellers (o del Congost), y en 1206 ingresó en la cofradía de los pavordes de Mur.
En 1278 el rey Pedro el Grande reclamó a Guillem de Meià la entrega de la potestad sobre el castillo de Llimiana, y en 1283 Alfonso III de Aragón infeudó definitivamente el castillo a Arnau Roger I de Pallars. En 1391 Juan I el Cazador confirmaba esta infeudación. Sin embargo, el dominio directo seguía en manos de Meià.
En 1330 fue creado el marquesado de Camarasa, y Llimiana entró a formar parte. En 1426 fue vendido de nuevo a manos pallaresas: Pedro de Orcau fue el comprador.
En la guerra contra Juan II, Llimiana fue sede de uno de los rebeldes contra el rey: el cabecilla Marxicot se hizo fuerte, y consiguió hacer prisioneros, entre los que destaca un eclesiástico de Lérida, Manuel de Argentona. En acabada la guerra, al cabo de unos años, en 1481 Fernando el Católico dio Llimiana a Juan de Luna, y en 1487 castillo y villa retornaban al patrimonio real.
Se mantuvo ya dentro del patrimonio real, y consta que en el siglo XVIII era alcalde perpetuo el Marqués de Llo.